# Il contrabbasso
Il contrabbasso (Der Kontrabaß) è una commedia teatrale in un atto unico scritta da Patrick Süskind nel 1980.

## Storia
Il manoscritto di Patrick Süskind risale al 1980 ed è il suo primo lavoro per la scena. La prima rappresentazione ebbe luogo al Teatro Cuvilliés di Monaco il 22 settembre 1981, per la regia e interpretazione di Nikolaus Paryla.
Il testo è stato pubblicato in tedesco nel 1984 e in inglese nel 1987. Negli anni a seguire è stato tradotto in altre 27 lingue, divenendo un moderno classico del teatro.

## Trama
La pièce consiste nel monologo di un contrabbassista, membro stabile dell'Orchestra di Stato, che tiene un discorso riguardante i pregi del suo strumento dalla stanza dove vive, un monolocale acusticamente isolato, ermeticamente chiuso rispetto al resto del mondo. Gli iniziali elogi diventano tuttavia sempre più contraddittori, fino a capovolgersi nel finale nell'esatto contrario: il protagonista si rivela essere un introverso, amareggiato e solo, musicista solo moderatamente dotato, che nel profondo dell'anima in realtà odia il suo strumento e il suo lavoro. Si considera anonimo e prigioniero (è un "terzo contrabbassista", quindi puro riempimento), disprezza Wagner. Dopo ogni spettacolo combatte la sua presunta disidratazione e frustrazione con abbondante birra.
Gli unici sentimenti positivi che esprime sono focalizzati, non senza una certa libidine, quasi ossessivamente sulla giovane soprano Sarah. Non avendo egli neanche mai osato rivolgerle la parola, la sua venerazione fiorisce da anni in segreto. Quando è sul palco con lei suona - per quanto gli sia possibile con un contrabbasso - meglio che può, senza errori ed emozionalmente. Ovviamente i suoi sforzi passano del tutto inosservati.
Forse però, stasera può cambiare le cose. Mentre si toglie gli indumenti da casa e si veste per l'imminente prima de L'oro del Reno diretta da Carlo Maria Giulini, si chiede cosa succederebbe se stavolta, immediatamente prima che l'orchestra attacchi con la prima nota, gridasse risuonando nella sala il nome "Sarah!". Se lo farà o meno, rimane in sospeso. Il protagonista si congeda, spegne la luce ed entra in servizio.

## Opere musicali citate
Per chiarificare le sue argomentazioni, il contrabbassista fornisce alcuni esempi di composizioni classiche in cui il contrabbasso gioca un ruolo importante. Ecco alcuni di essi:
- Sinfonia n. 2 di Johannes Brahms
- Introduzione a La Valchiria di Richard Wagner
- Concerto per contrabbasso n. 2 in mi di Carl Ditters von Dittersdorf
- L'elefante da Il carnevale degli animali di Camille Saint-Saëns
- È un amore ladroncello dal secondo atto di Così fan tutte di Wolfgang Amadeus Mozart
- Quintetto per pianoforte e archi in la maggiore di Franz Schubert

## Rappresentazioni
In Italia si ricorda l’allestimento di Jerzy Stuhr nel 1985.
Una delle ultime messe in scena è stata presentata al Teatro Stabile di Genova per la regia di Luca Giberti, con Andrea Nicolini nei panni del protagonista.